# 해례곤
해례곤(解禮昆, ?~?)은 백제의 관리이다.

## 생애
490년, 북위(北魏)가 기병 수십 만을 이끌고 백제를 공격하자 동성왕의 명을 받은 그는 사법명(沙法名), 찬수류(贊首流), 목간나(木干那) 등과 함께 군대를 거느리고 북위군을 공격해 승리했다.
이 공으로 그는 495년에 남제(南齊)의 황제로부터 무위장군불중후(武威將軍弗中侯)를 제수받았다.